# Drogomyśl
Drogomyśl (deutsch Drahomischl oder Drahomischel, im Zweiten Weltkrieg von 1939 bis 1945 Draschendorf) ist eine Ortschaft mit einem Schulzenamt der Gemeinde Strumień im Powiat Cieszyński der Woiwodschaft Schlesien in Polen.

## Geographie
Drogomyśl liegt im Auschwitzer Becken, an der Weichsel etwa 20 km westlich von Bielsko-Biała und 50 km südlich von Katowice im Powiat (Kreis) Cieszyn.
Das Dorf hat eine Fläche von 1466 ha.
Nachbarorte sind Bąków und Zabłocie im Norden, Mnich im Nordosten, Zaborze im Osten, Ochaby im Süden, sowie Pruchna im Westen.

## Ortsteile
Zu dem Dorf gehören die Ortsteile Baranowice, Chylińskie, Dębina, Kradziejów, Oblaski, Podbór, Szpital und Witkowskie sowie der Weiler Knaj.

## Geschichte
Der Ort im Teschener Schlesien wurde 1452 erstmals urkundlich als Drogomissl erwähnt. Der Name ist abgeleitet vom Vornamen des Besitzers Drogomysł.
Politisch gehörte das Dorf zum Herzogtum Teschen, die Lehensherrschaft des Königreichs Böhmen, seit 1526 gehörte es zur Habsburgermonarchie.
Nach 1540 erfolgte unter Wenzel III. Adam die Reformation. Nach dem Toleranzpatent wurde im Jahr 1788 eine lutherische Gemeinde in der Superintendentur A. B. Mähren und Schlesien errichtet.
Nach der Aufhebung der Patrimonialherrschaften war es ab 1850 eine Gemeinde in Österreichisch-Schlesien, Bezirk Bielitz und Gerichtsbezirk Schwarzwasser. In den Jahren 1880 bis 1910 verkleinert sich die Einwohnerzahl von 1441 auf 1285; es waren überwiegend polnischsprachige (zwischen 96,8 % im Jahr 1900 und 87 % im Jahr 1910) und deutschsprachige (12,9 % im Jahr 1910). Im Jahre 1910 waren 62,8 % evangelisch, 35,9 % römisch-katholisch, und es gab 17 (1,3 %) Juden.
Derweil nahm die ethnographische Gruppe der Teschener Walachen deutliche Gestalt an, wohnhaft auch in Drogomyśl. Traditionell sprachen sie Teschener Mundarten. In der Reichsratswahl 1907 gewann dort Jan Sztwiertnia (1850–1912) (polnischer Katholik mit der Unterstützung der DF, 118 Stimmen) gegen den polnisch-katholischen Nationalaktivist Józef Londzin (71 Stimmen) vor und Alojzy Bonczek (Sozialist, 20 Stimmen). In der Reichsratswahl 1911 gewann der Vertreter der neuen Schlesischen Volkspartei Józef Kożdoń (155 Stimmen) gegen Józef Londzin (35 Stimmen) und Edmund Chobot (Sozialisten, 10 Stimmen).
1920, nach dem Zusammenbruch der k.u.k. Monarchie und dem Polnisch-Tschechoslowakischen Grenzkriegs, kam Drogomyśl zu Polen. Unterbrochen wurde dies durch die Besetzung Polens durch die deutsche Wehrmacht im Zweiten Weltkrieg, als es Draschendorf genannt wurde.
Von 1975 bis 1998 gehörte Drogomyśl zur Woiwodschaft Bielsko-Biała.

## Religion
Die katholische Pfarrei (errichtet im Jahr 1984) gehört zum Bistum Bielsko-Żywiec, Dekanat Strumień. Die evangelische Pfarrei gehört zur Diözese Cieszyn.

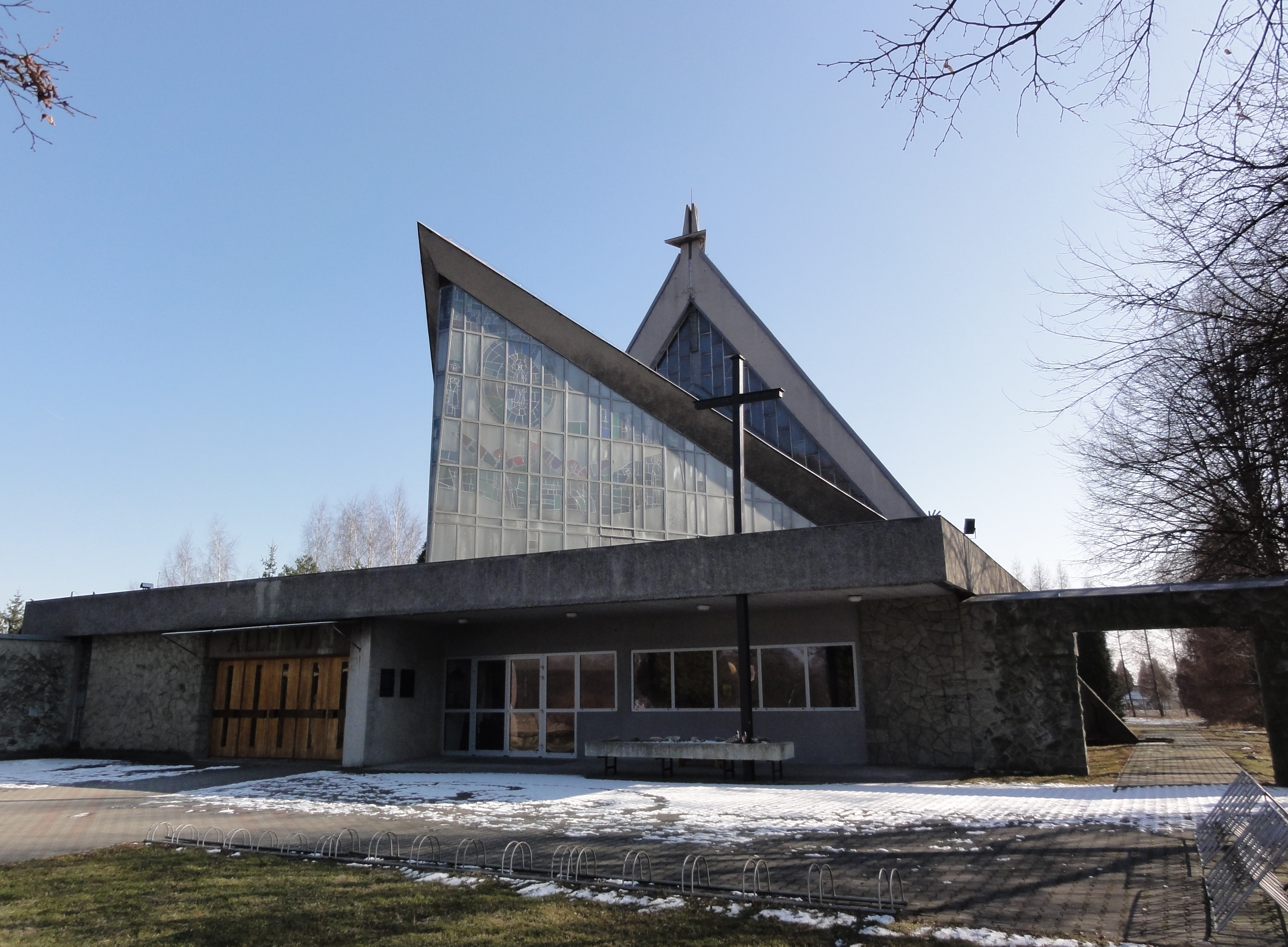
Katholische Kirche
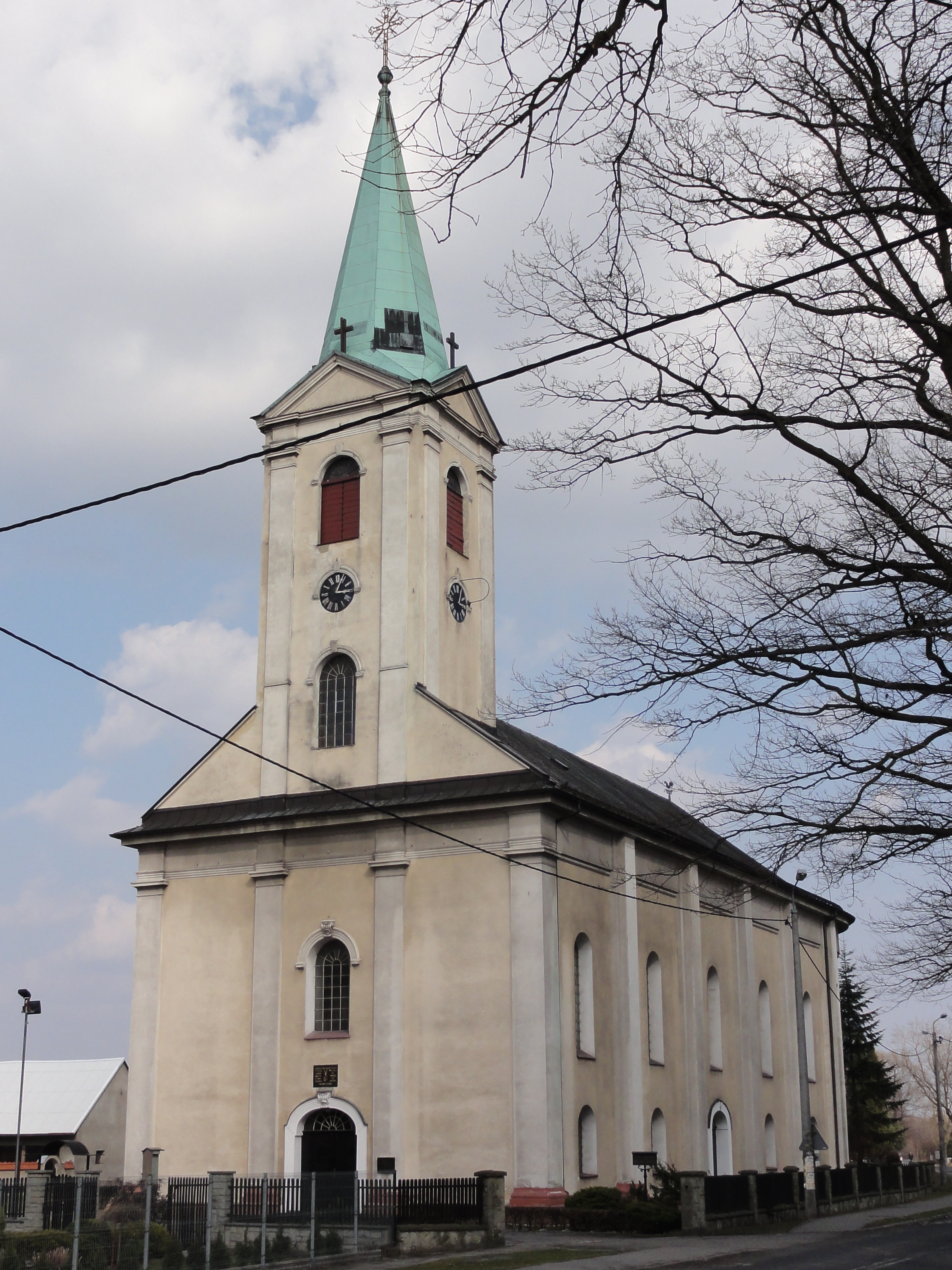
Evangelische Kirche
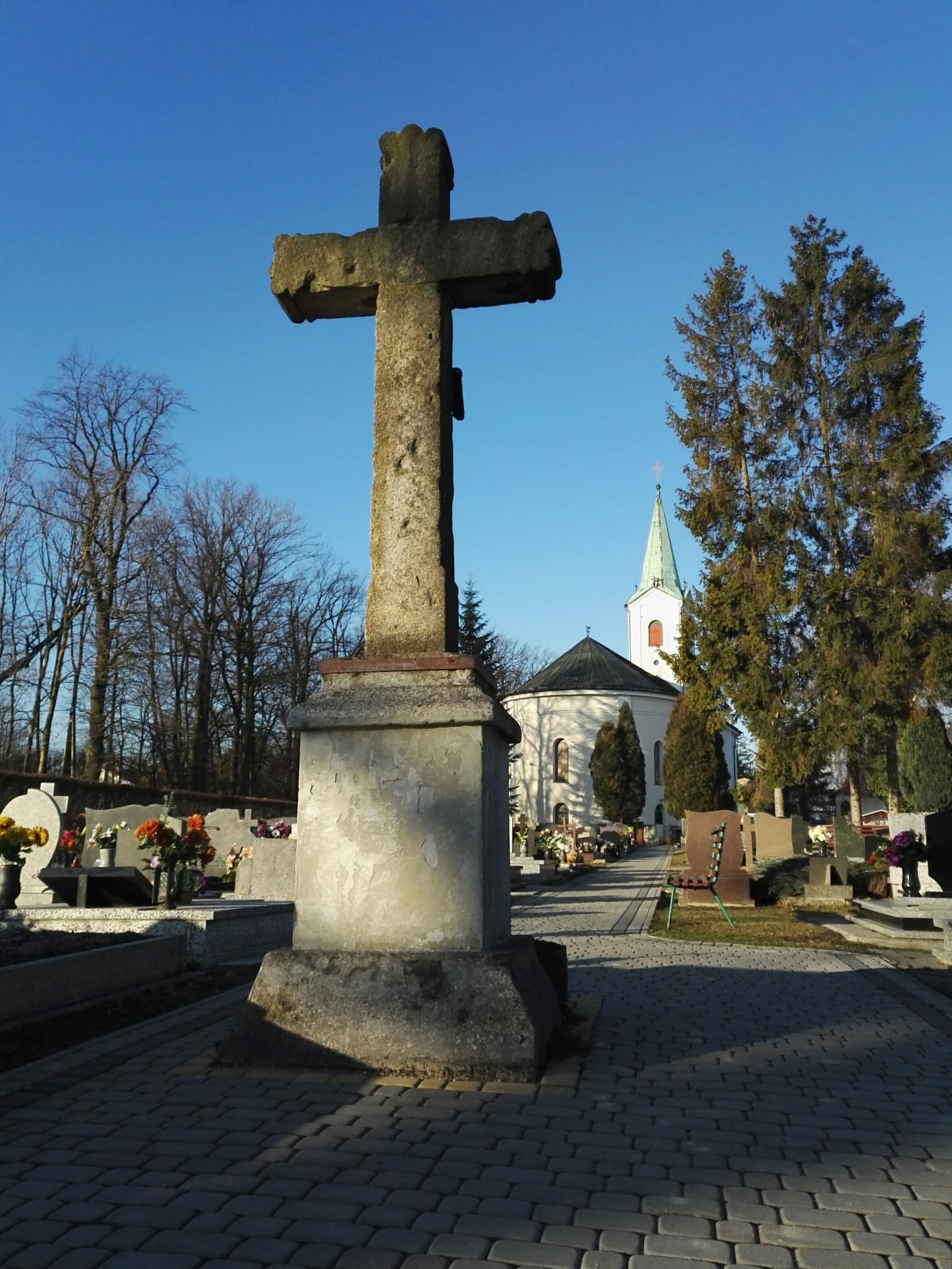
Evangelischer Friedhof

## Sehenswürdigkeiten
Der Ort hat folgende Sehenswürdigkeiten:
- Die klassizistische evangelische Saalkirche aus den Jahren 1788–1797 wurde nach einer Stiftung von Graf Friedrich Callisch erbaut, die Stiftungstafel ist über dem Eingang.

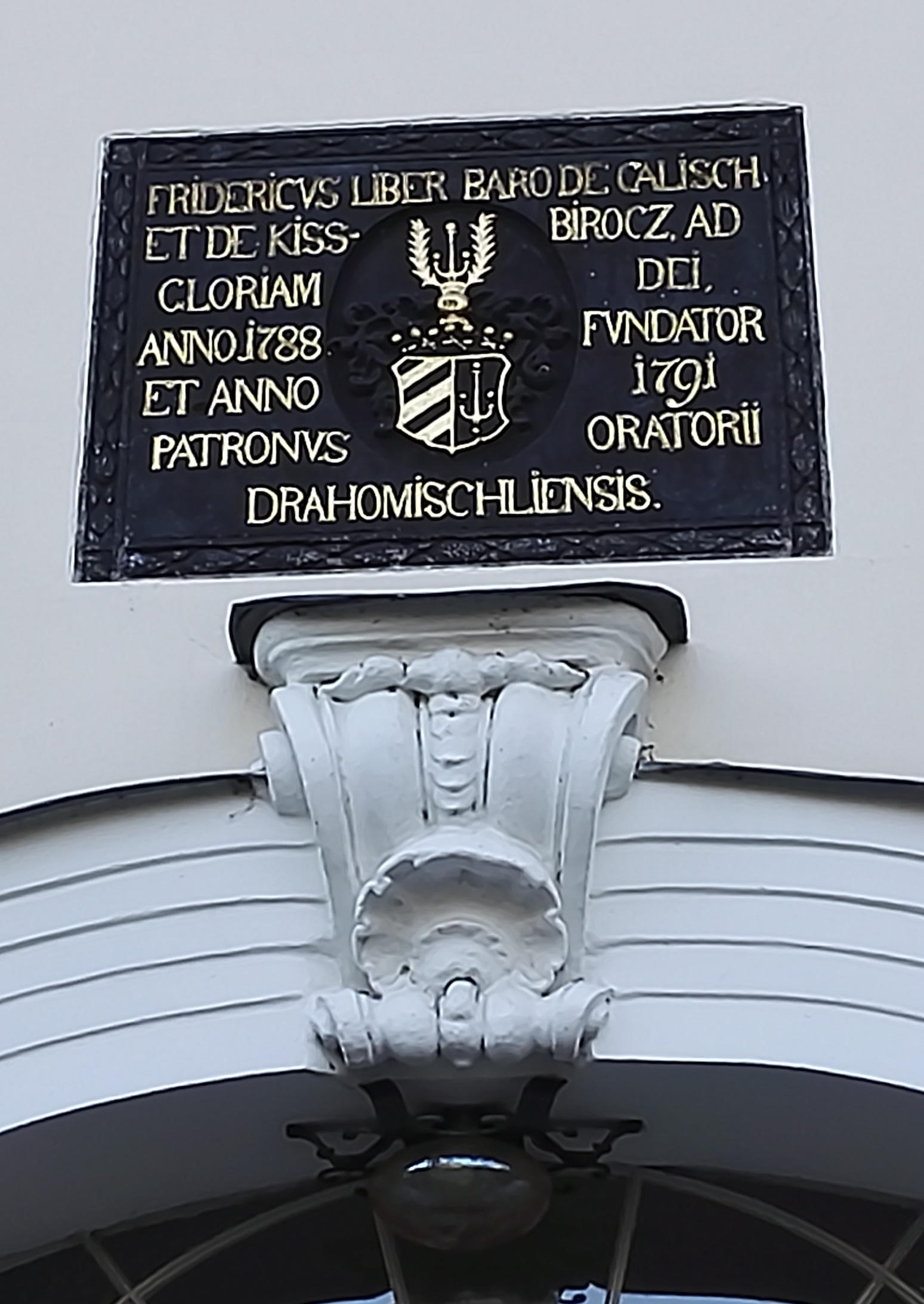
Stiftungsinschrift am Kircheneingang
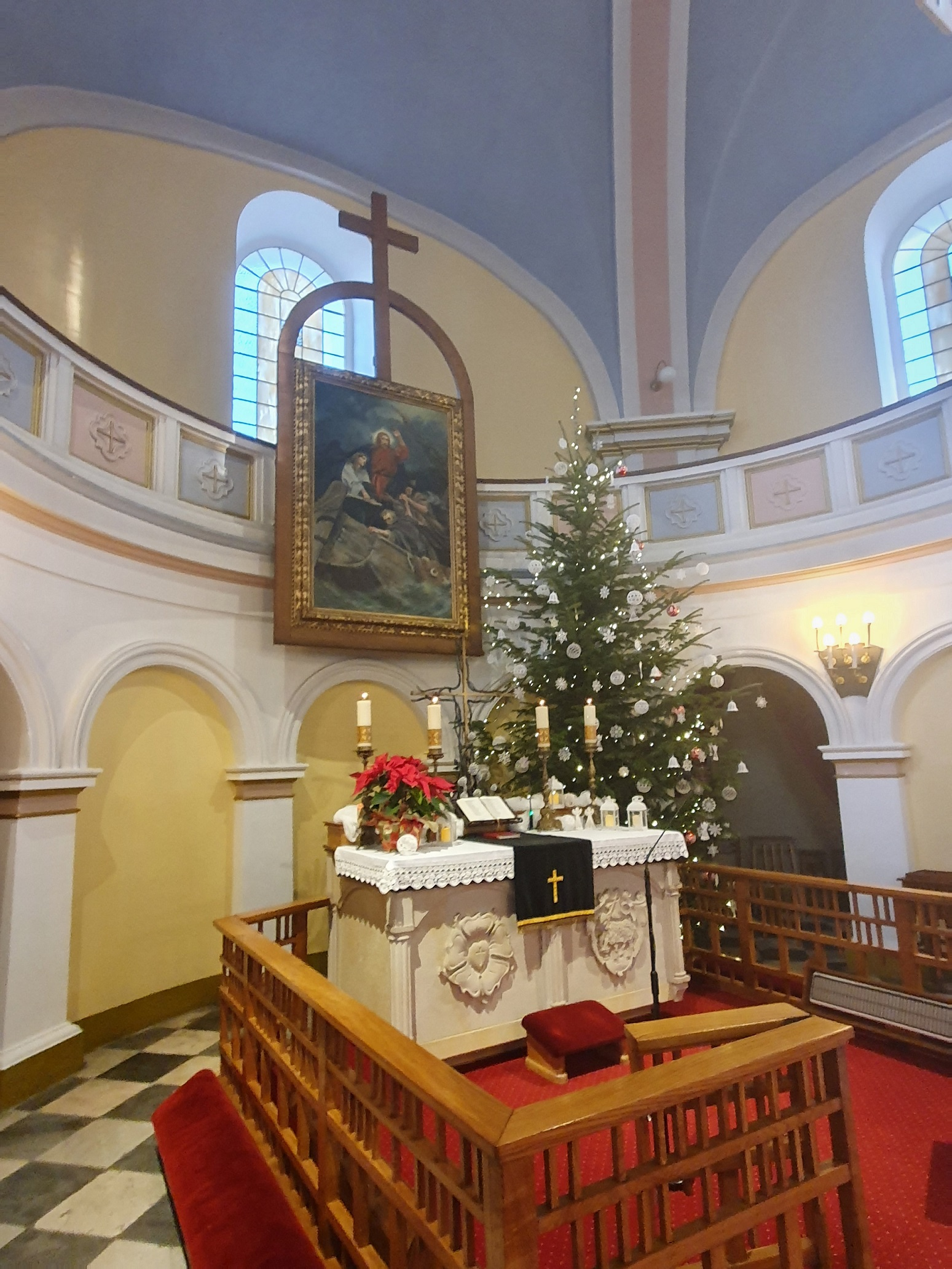
Hauptaltar
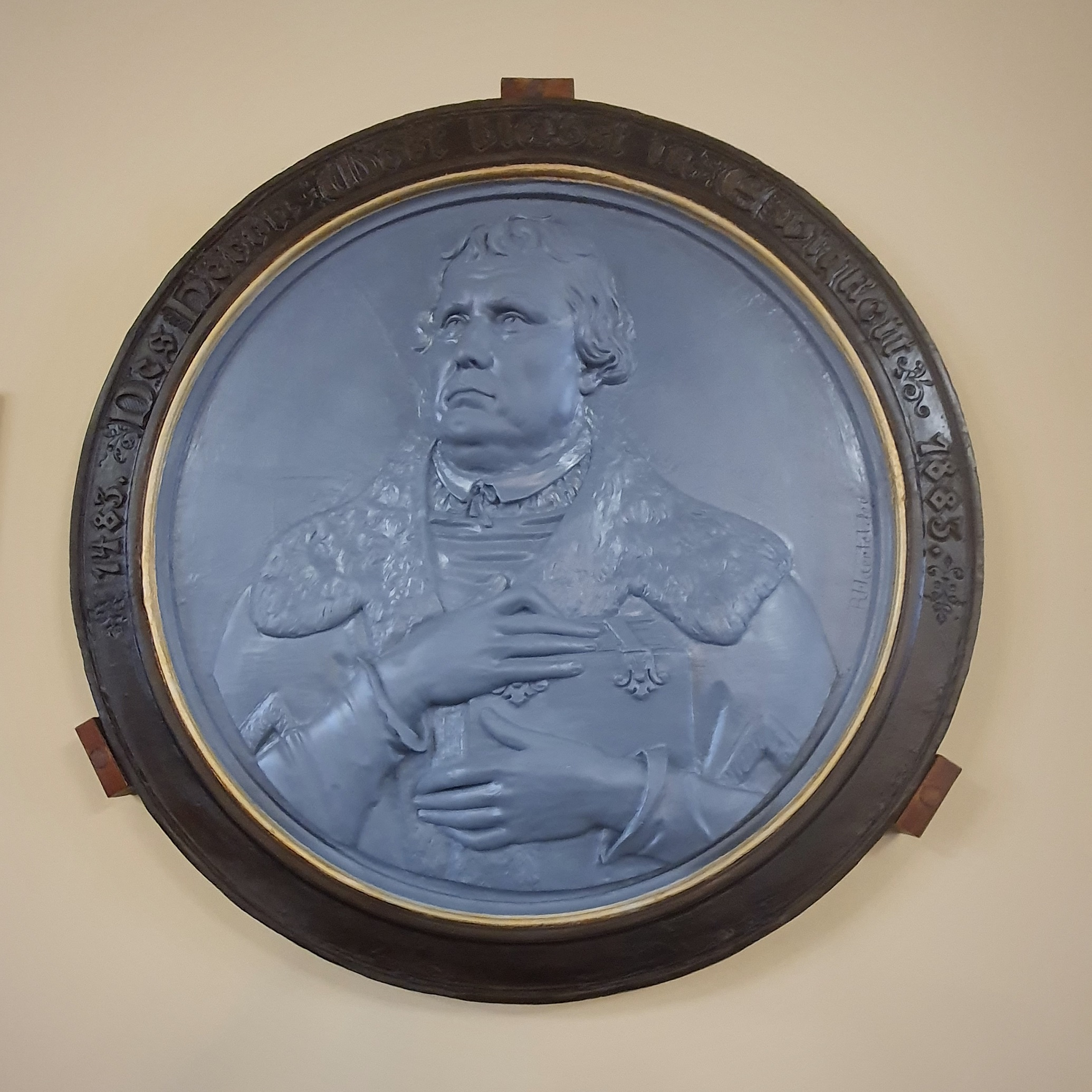
Luther-Relief in der Kirche

- Die Schlossanlage bestehend aus dem Schloss aus der zweiten Hälfte des 18. Jahrhunderts, Umbau 1879 und 1945, dazu kommen Wirtschaftsgebäude aus der ersten Hälfte des 19. Jahrhunderts und der Park aus dem 18./19. Jahrhundert.[11]

- Ein Naturdenkmal ist die Flatterulme

## Sport
1947 wurde der Fußballklub LKS Błyskawica Drogomyśl gegründet.

## Verkehr
An dem Ort verläuft die Droga krajowa 81, die von Katowice nach Skoczów führt. Im Jahr 1855 wurde in der Stadt eine Eisenbahnhaltestelle eröffnet, die an der  von Strecke von Trzebinia nach Zebrzydowice liegt.

## Persönlichkeiten
- Jerzy Badura (1845–1911), polnischer evangelischer Pastor, Schreiber und Nationalaktivist
- Jan Kowalczyk (1941–2020), polnischer Springreiter